# 将軍通
将軍通（しょうぐんどおり）は兵庫県神戸市灘区の町名。
令和2年国勢調査（2020年10月1日）における世帯数436、人口756、うち男性378人、女性378人。郵便番号657-0058。

## 地理
灘区中央部に位置する。東は神前町、南は山手幹線を隔て神ノ木通、西は都賀川を隔て水道筋、北は篠原南町。東から順に一～四丁目が配される。

## 歴史
河原字大将軍、同字篠原端・神ノ木の各一部から昭和6年（1931年）9月に成立した。

### 由来
『神戸の町名』によれば、旧字「大将軍」とは陰陽道における五星中の金星すなわち太白星の星である。仏教ではこれを第二魔王、本地を他化自在天に当てた。